# Skorodne
Skorodne (w latach 1977–1981 Ostra) – osada w Polsce położona w województwie podkarpackim, w powiecie bieszczadzkim, w gminie Lutowiska.
W połowie XIX wieku właścicielką posiadłości tabularnej w Skorodnem była Emilia Terlecks.
W latach 1975–1998 miejscowość administracyjnie należała do województwa krośnieńskiego.

## Demografia
- 1921 Skorodne zamieszkiwało 911 osób (w 158 domach mieszkalnych):
  - 785 wyznania greckokatolickiego
  - 93 wyznania mojżeszowego
  - 33 wyznania rzymskokatolickiego
- 1991 – 33 osoby
- 2004 – 47 osób
- 2020 – 42 osoby[2]